# Comocladia guatemalensis
Comocladia guatemalensis là một loài thực vật có hoa trong họ Đào lộn hột. Loài này được Donn.Sm. mô tả khoa học đầu tiên năm 1913.